# Châtel-Argent
Châtel-Argent (pron. fr. AFI: [ʃatɛl aʁʒɑ̃]) è un antico castello, oggi diroccato, che si erge su un terrazzo roccioso a picco sulla Dora Baltea nel comune di Villeneuve, in Valle d'Aosta.

## Architettura
Il castello, che non aveva scopo abitativo ma veniva sfruttato dal feudatario solo in caso di pericolo, era composto da un dongione circondato da altri corpi architettonici e protetto da una triplice cinta muraria.

Piantina di Châtel-Argent (Carlo Nigra)

L'area che oggi rinchiusa da ciò che resta della cinta muraria è di 90 x 70 m; si calcola che potesse contenere 2000 uomini, un corpo di guardia più che sufficiente per controllare la valle centrale da una posizione strategica.
Per quanto riguarda la costruzione del XIII secolo si trovano, all'interno della cinta, nella posizione più elevata del sito, la torre, i resti di un corpo di fabbrica e di una cisterna. Completava il sito una cappella.
La parte meglio conservata, che caratterizza l'aspetto del sito, è rappresentata dal dongione di forma cilindrica, alto circa 16 metri ed avente un diametro di 9,50 m misurato all'esterno: la porta era posta a 8 metri dal suolo, per garantire una maggiore difesa in caso di attacco, permettendo di ritirare la scala a pioli per accedervi. La forma circolare della torre, inaugurata in Valle d'Aosta nel XII secolo, garantiva «un minor perimetro da difendere per unità di superficie».

### Chiesa di Santa Colomba
Sul fronte est dell'area fortificata si trova una piccola chiesa castellana dedicata a santa Colomba in stile romanico che si ritiene costruita verso il 1050-70.
La chiesa ha un aspetto alquanto arcaico: la facciata presenta tre specchiature verticali coronate da archetti digradanti; l'abside che sporge oltre la cinta muraria, è ornata da lesene e archetti pensili in cotto.

## Storia
Il cocuzzolo marmoreo sul quale si ergono i ruderi del castello era già occupato in epoca preistorica (lo confermerebbe il ritrovamento di una stele antropomorfa protostorica), e successivamente fu occupato in epoca salassica e poi romana da una fortificazione posta a guardia della valle.
Tra la chiesa di Santa Colomba e il castello restano tracce di alcune cave di epoca romana di bardiglio, un marmo a silicati, e di altre cave di epoca successiva, di cui una, a nord del promontorio, attiva tra gli anni trenta e settanta del Novecento.
Secondo alcuni studiosi il nome di Châtel-Argent deriva dalla zecca ("argent" in francese significa "denaro") che vi avrebbe avuto sede. Indagini più recenti confermano che il toponimo Castrum Argenteum fosse già in uso intorno al 1175.
I ruderi del castello oggi visibili risalgono al XIII secolo, più precisamente la costruzione del castello daterebbe 1275 ad opera di James of Saint Georges (in francese, Maître Jacques de Saint-Georges), architetto del conte Pietro II di Savoia. Diversamente dagli altri castelli valdostani, Châtel-Argent fu sempre sotto la giurisdizione di Casa Savoia, anche se la baronia di Châtel-Argent ebbe numerosi signori: i Bard, gli Challant, i Roncas, e altri.
La strada lastricata a gradoni che parte dalla periferia del borgo e porta al castello è detta "la rampa" ed è stata scavata nella roccia probabilmente nel 1817 (un'incisione nella pietra reca questa data) per raggiungere la chiesa di santa Maria.
Oggi è visitabile e gestito dalla Fondation Grand-Paradis, che organizza visite guidate al rudere e lungo un itinerario che si snoda sul promontorio e denominato "Vivre Châtel-Argent".

## Galleria d'immagini

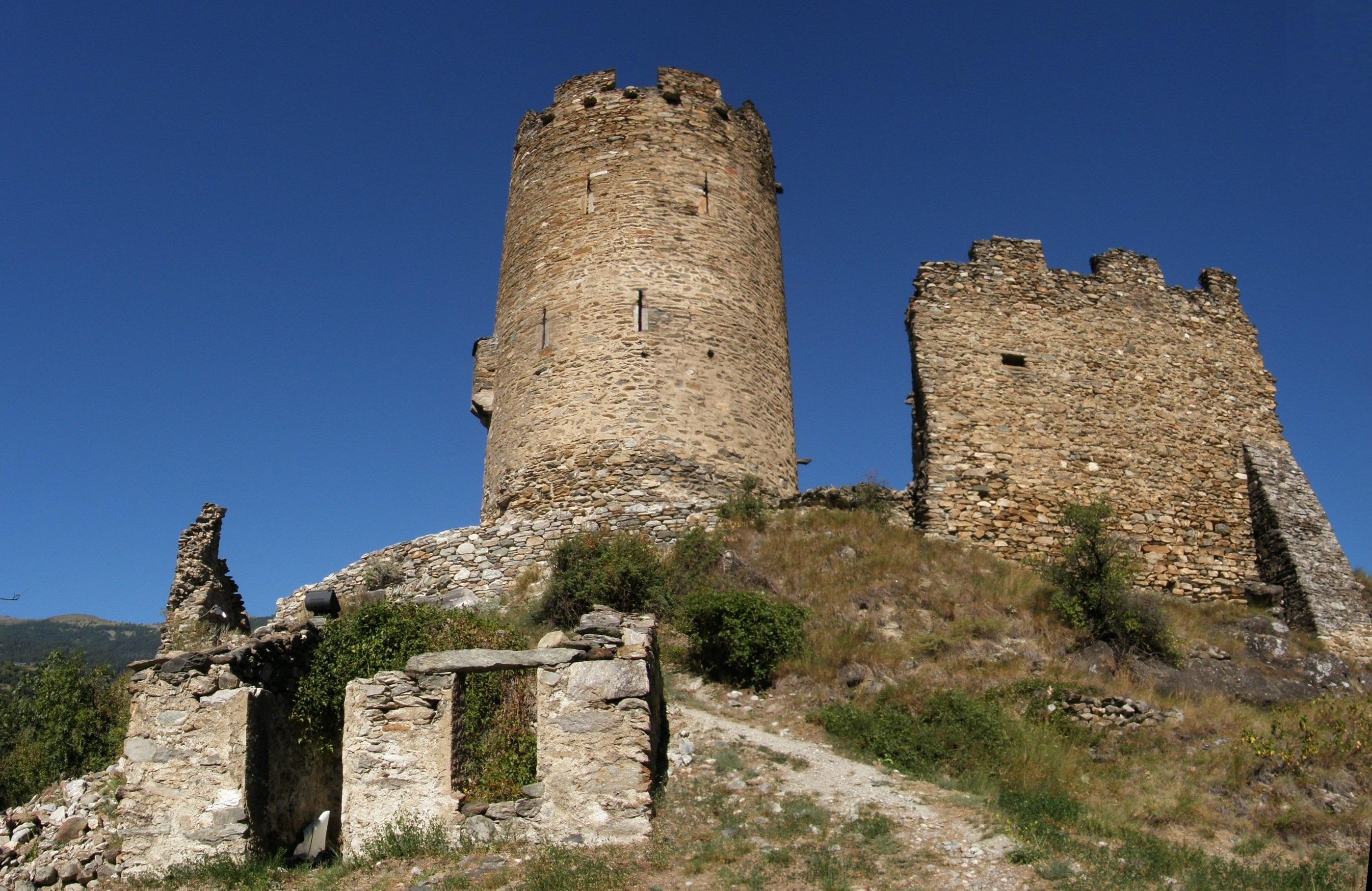
Veduta delle mura e del dongione di Châtel-Argent
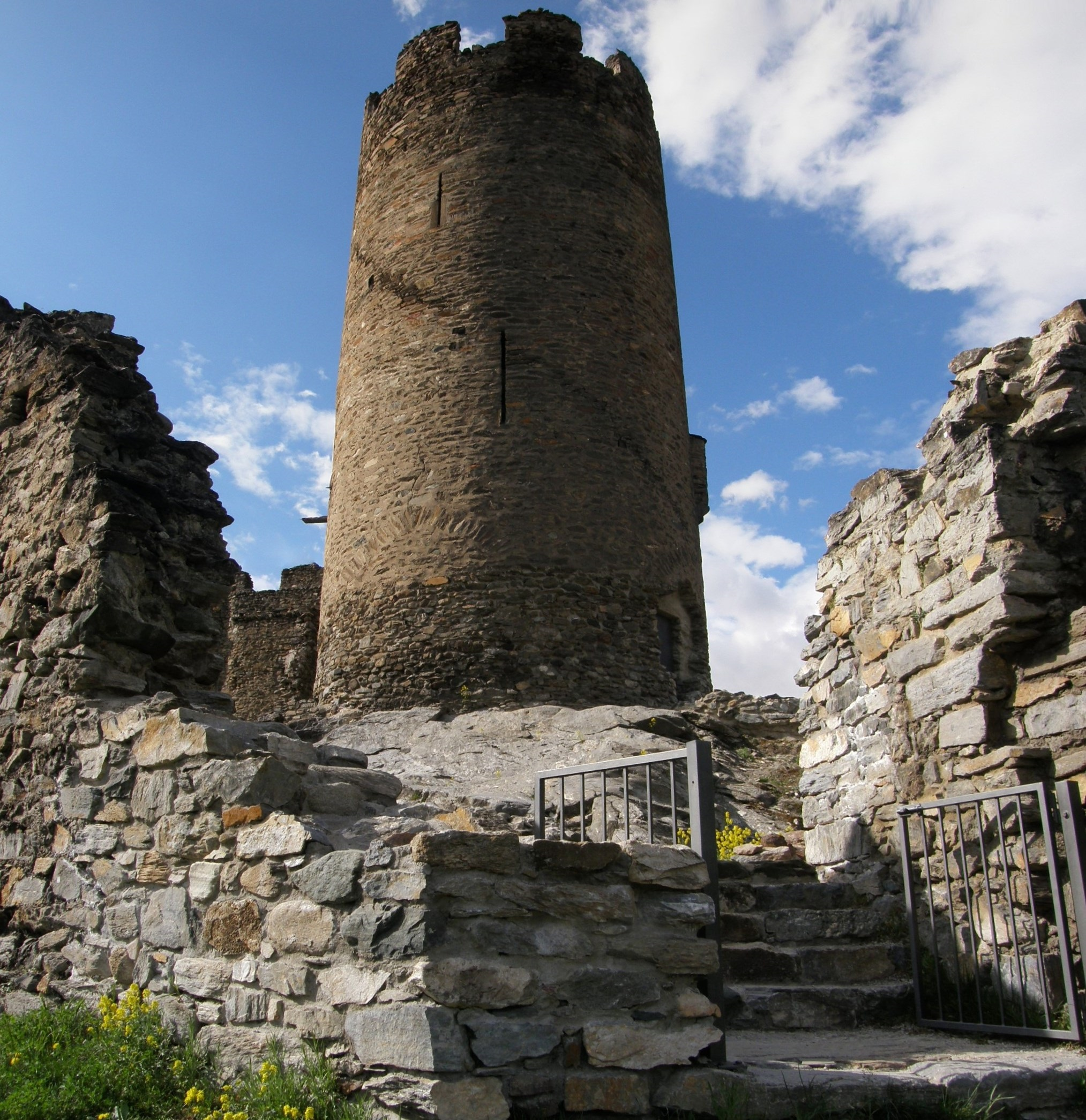
Ingresso moderno al dongione
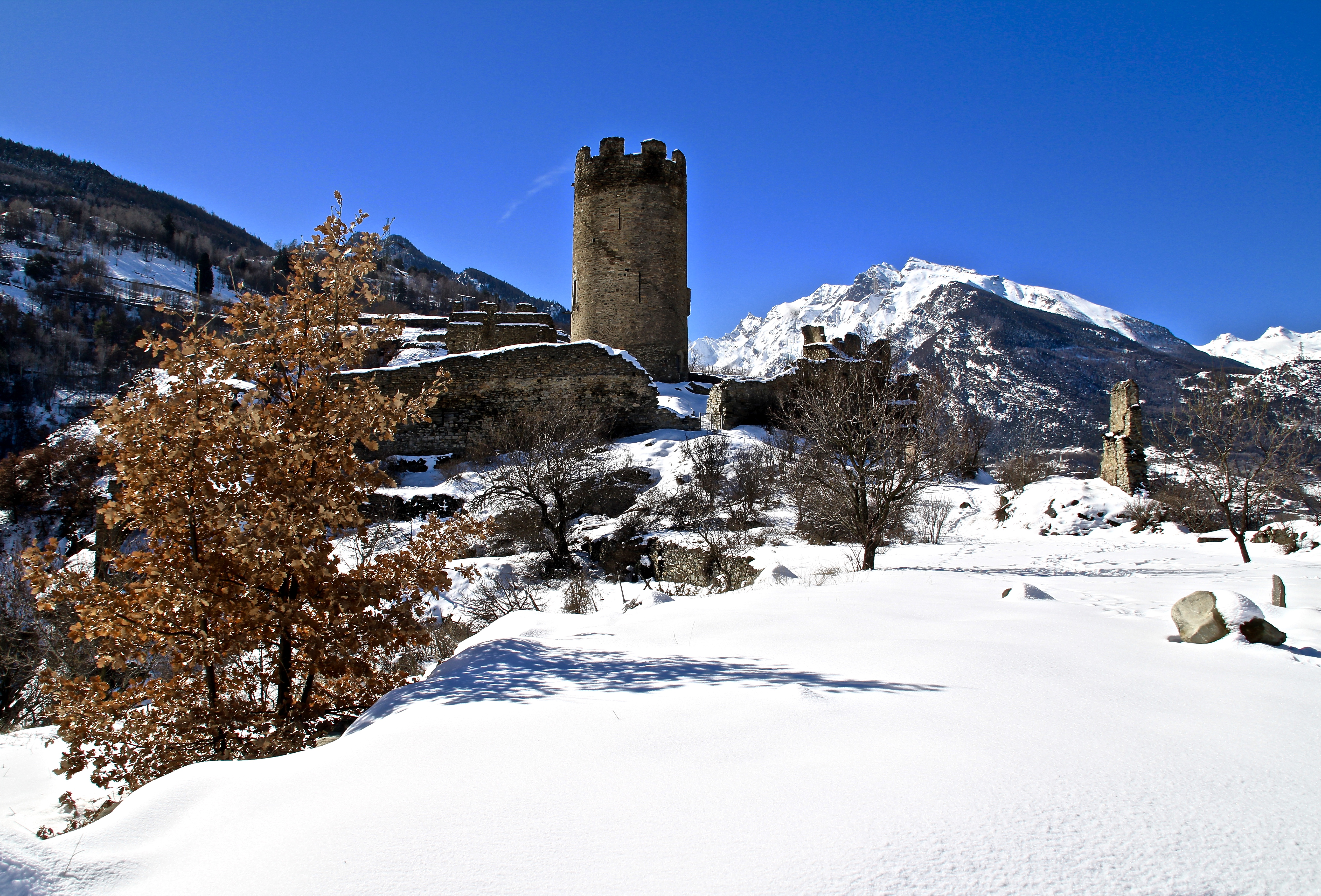
Veduta invernale
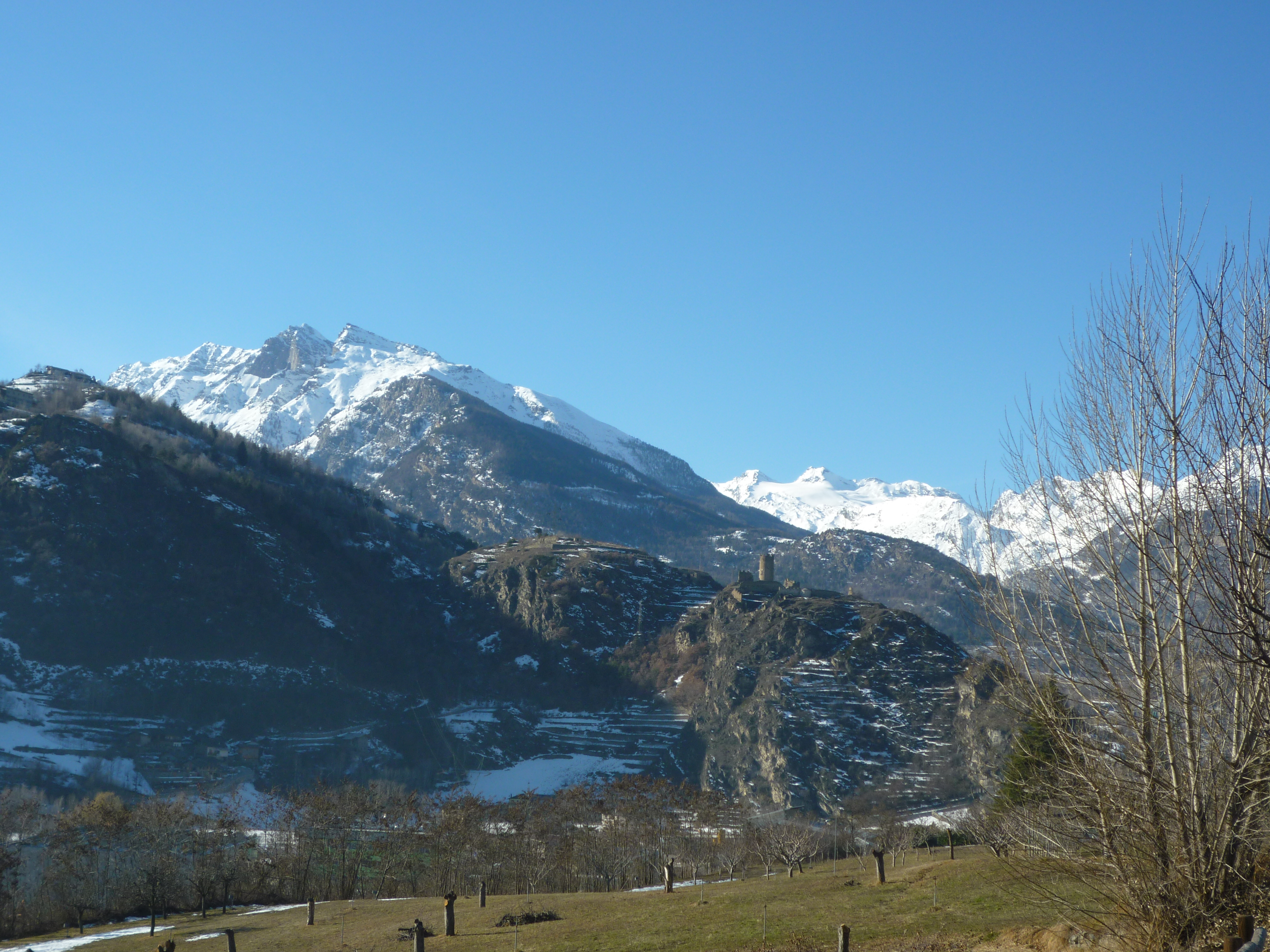
Veduta del Châtel-Argent dal castello Sarriod de la Tour.
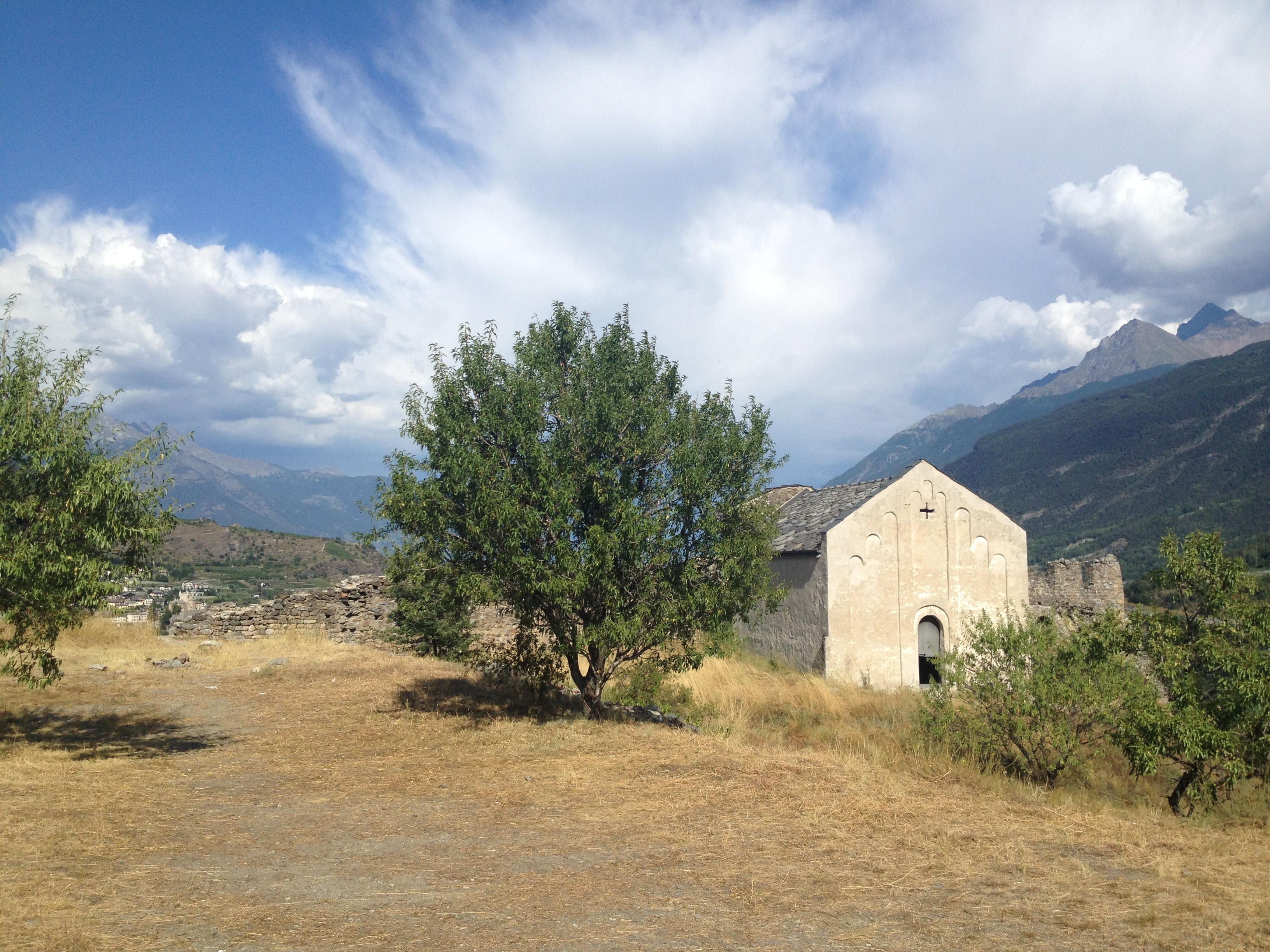
La Cappella di santa Colomba da nord-ovest
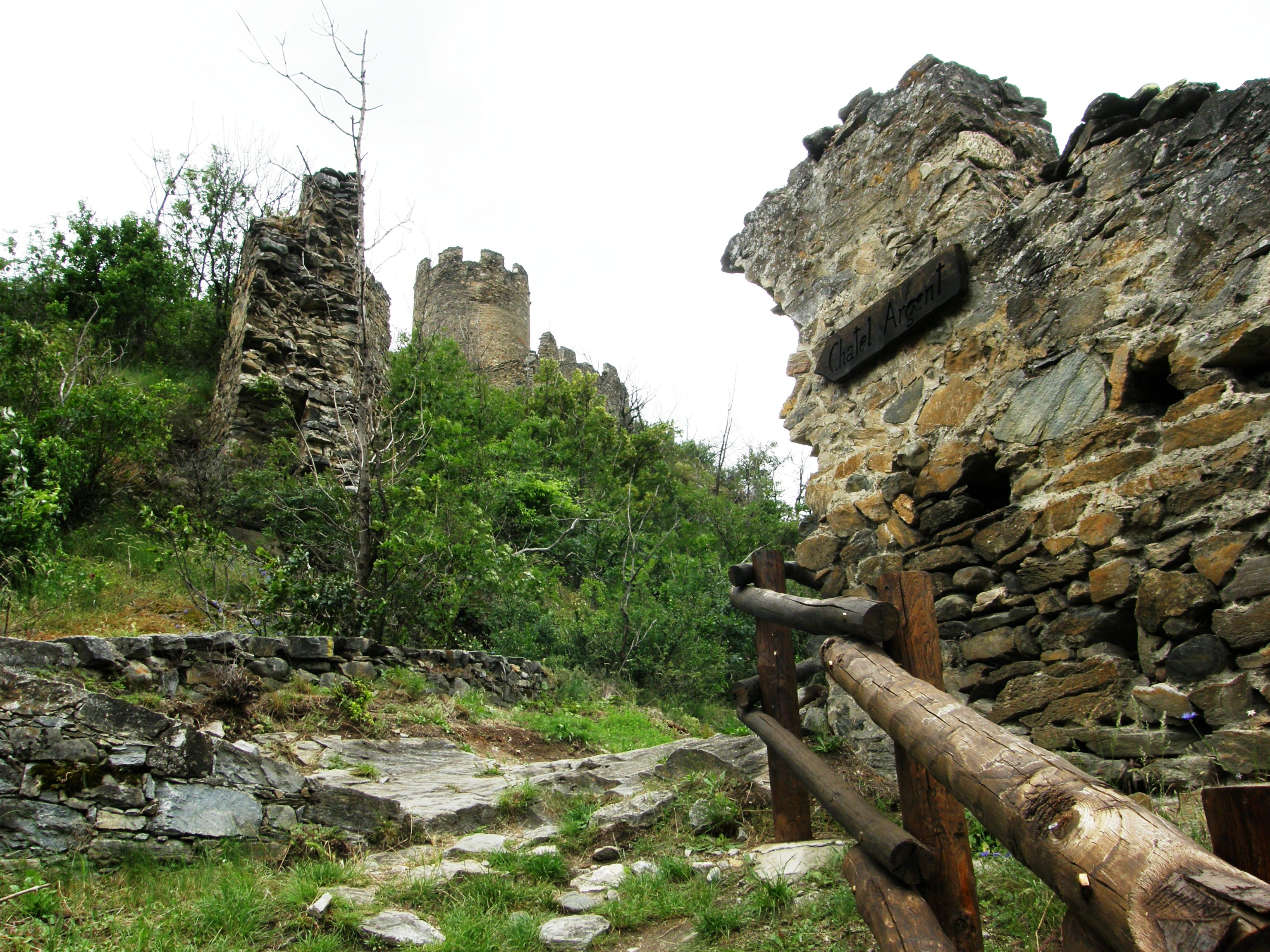
Il sentiero
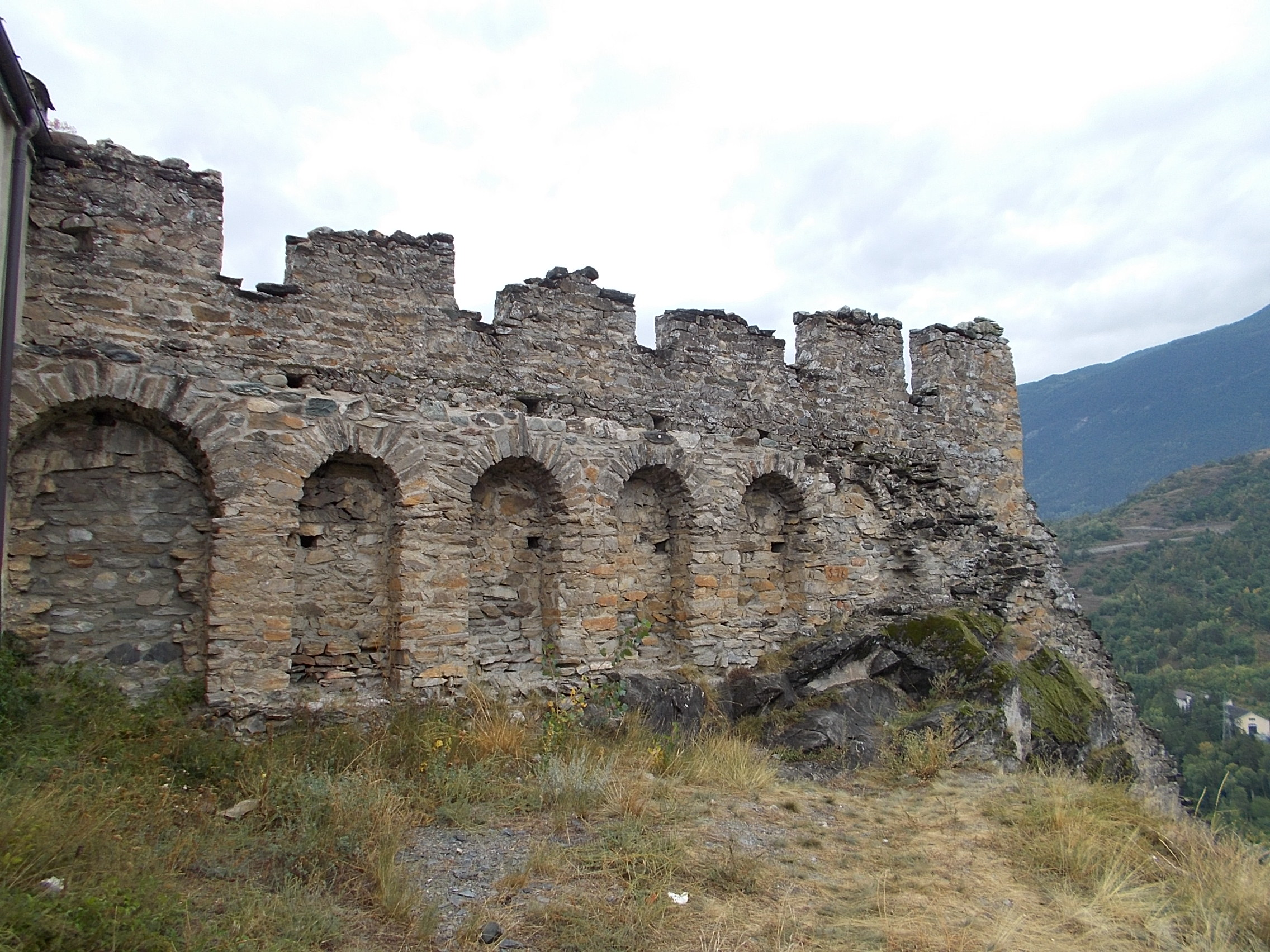
Le mura
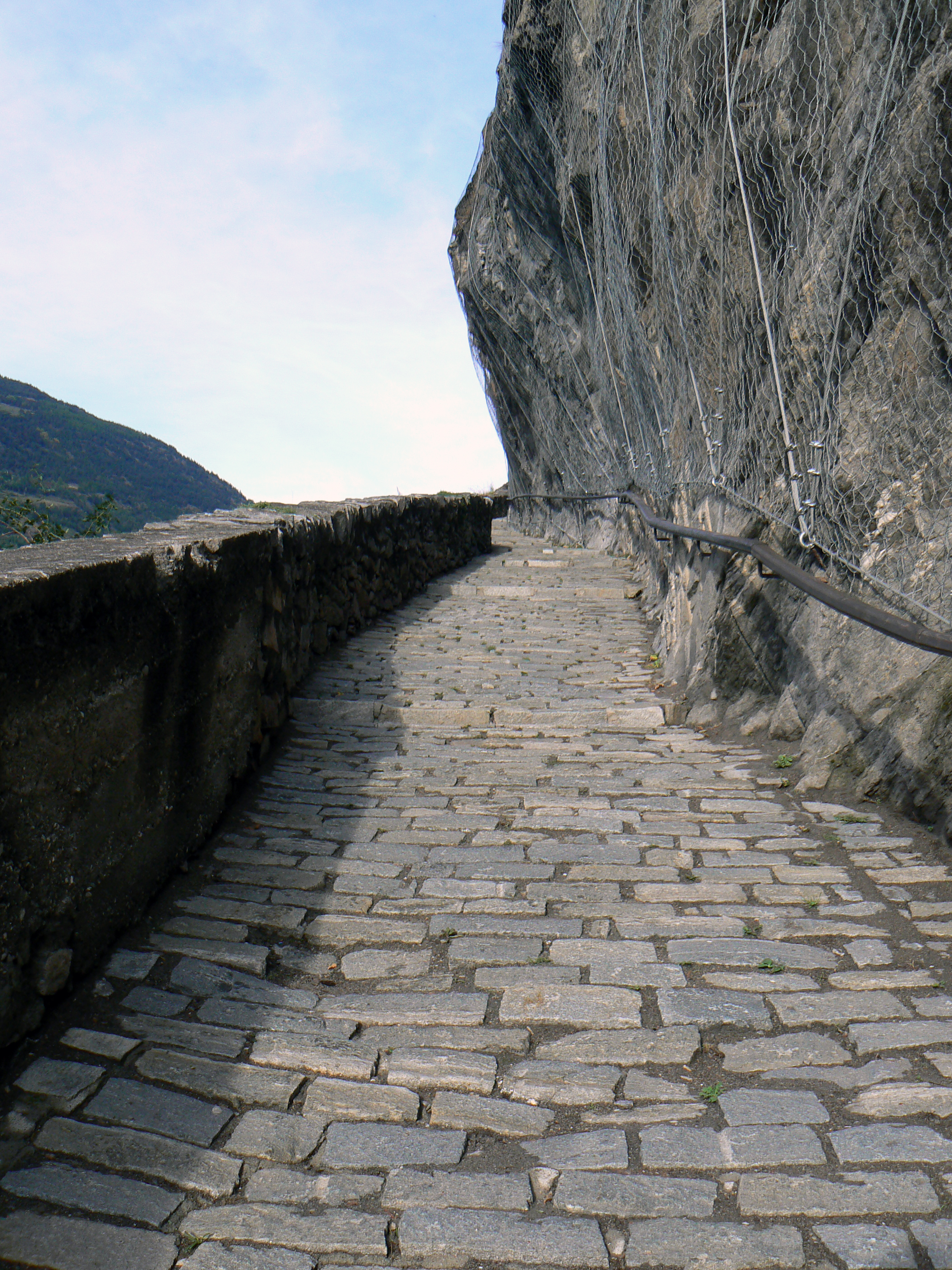
La "Rampa"